# Георгиос Зоитакис
Георгиос Зоитакис (на гръцки: Γεώργιος Ζωιτάκης ; 3 март 1910 [1] – 21 октомври 1996) е генерал от гръцката армия и регент на Гърция от 13 декември 1967 до 21 март 1972 г., по време на военния режим на полковниците

## Биография
Георгиос Зойтакис е роден в Нафпактос. Завършва Гръцката военна академия през 1932 г. и се бие в Гръцко-италианската война и битката за Гърция в батальон Evzone с чин лейтенант. По време на окупацията на Гърция от Оста той се присъединява към партизаните на EDES в родната си Етолия-Акарнания. По време на гражданския конфликт между EDES и лявата EAM-ELAS в края на 1943 г. баща му Константинос е убит от бойци на ELAS. През есента на 1944 г. той също е заловен от ELAS и държан затворник до споразумението във Варкиза през пролетта на 1945 г. След това се присъединява отново към армията и участва в Гражданската война в Гърция, издигайки се до чин майор. За своята военна служба той три пъти получава, наред с други награди, най-високия гръцки медал за храброст, Златен кръст за храброст, изключително рядка чест.
През 50-те години той посещава курсове за щабни офицери във Висшето военно училище и Училището за национална отбрана в Гърция, паралелно с военните семинари на НАТО в Западна Германия и в Съединените щати. През този период той служи като адютант на крал Павлос, тогава началник-щаб на Първа армия като бригаден командир на I армейски корпус като генерал-майор и на III армейски корпус в Солун, тогава най-важната гръцка военна формация, като лейтенант общ. На 21 април 1967 г., в деня на преврата на полковниците, той е в Атина. Подобно на по-голямата част от висшето военно ръководство, той беше изненадан от събитията, но бързо подкрепи преврата. Същия ден той е назначен за заместник-министър на народната отбрана в новото правителство.
След провала на контрапреврата на крал Константин II на 13 декември 1967 г. и последвалото бягство на кралското семейство в Италия, Зоитакис полага клетва като регент на отсъстващия крал. Той заема този пост до 21 март 1972 г., когато е заменен от главния лидер на хунтата, министър-председателя Георгиос Пападопулос. По същото време е пенсиониран от армията с чин генерал. На 1 юни 1973 г. Пападопулос ще премахне монархията и ще се обяви за президент на нова република.
След връщането на Гърция към демокрацията, през 1975 г. Зоитакис, заедно с другите лидери на хунтата, е съден и осъден на доживотен затвор за държавна измяна. Той остава в затвора 13 години до 1988 г., когато е освободен поради влошено здраве. Молбата за помилване беше отхвърлена през 1991 г. и той остана затворен в резиденцията си в Атина до смъртта си през 1996 г.
Женен за София Вуранзери и има дъщеря Василики (Вики).
Погребан е в Атина.